# فورستفيل (كيبك)
فورستفيل (بالإنجليزية: Forestville, Quebec)‏ هي بلدة و بلدية محلية في كيبيك تقع في كندا في Côte-Nord. يقدر عدد سكانها بـ 3,270 نسمة ومساحتها 242.70 كم2 .

## المناخ
يظهر الجدول التالي التغييرات المناخية على مدار السنة لفورستفيل:
| البيانات المناخية لـفورستفيل       | البيانات المناخية لـفورستفيل | البيانات المناخية لـفورستفيل | البيانات المناخية لـفورستفيل | البيانات المناخية لـفورستفيل | البيانات المناخية لـفورستفيل | البيانات المناخية لـفورستفيل | البيانات المناخية لـفورستفيل | البيانات المناخية لـفورستفيل | البيانات المناخية لـفورستفيل | البيانات المناخية لـفورستفيل | البيانات المناخية لـفورستفيل | البيانات المناخية لـفورستفيل | البيانات المناخية لـفورستفيل |
| الشهر                              | يناير                        | فبراير                       | مارس                         | أبريل                        | مايو                         | يونيو                        | يوليو                        | أغسطس                        | سبتمبر                       | أكتوبر                       | نوفمبر                       | ديسمبر                       | المعدل السنوي                |
| ---------------------------------- | ---------------------------- | ---------------------------- | ---------------------------- | ---------------------------- | ---------------------------- | ---------------------------- | ---------------------------- | ---------------------------- | ---------------------------- | ---------------------------- | ---------------------------- | ---------------------------- | ---------------------------- |
| الدرجة القصوى °م (°ف)              | 11 (52)                      | 10 (50)                      | 16.5 (61.7)                  | 25 (77)                      | 34.5 (94.1)                  | 35 (95)                      | 35 (95)                      | 35.6 (96.1)                  | 30 (86)                      | 25 (77)                      | 18.3 (64.9)                  | 9.5 (49.1)                   | 35.6 (96.1)                  |
| متوسط درجة الحرارة الكبرى °م (°ف)  | −8.8 (16.2)                  | −6.4 (20.5)                  | −0.4 (31.3)                  | 5.4 (41.7)                   | 12.8 (55.0)                  | 19.7 (67.5)                  | 22.7 (72.9)                  | 21.3 (70.3)                  | 15.6 (60.1)                  | 8.9 (48.0)                   | 1.8 (35.2)                   | −5.7 (21.7)                  | 7.2 (45.0)                   |
| المتوسط اليومي °م (°ف)             | −14 (7)                      | −11.7 (10.9)                 | −5.4 (22.3)                  | 1.4 (34.5)                   | 8.1 (46.6)                   | 14.5 (58.1)                  | 17.6 (63.7)                  | 16.4 (61.5)                  | 11 (52)                      | 5 (41)                       | −1.7 (28.9)                  | −10.2 (13.6)                 | 2.6 (36.7)                   |
| متوسط درجة الحرارة الصغرى °م (°ف)  | −19.2 (−2.6)                 | −17.1 (1.2)                  | −10.4 (13.3)                 | −2.7 (27.1)                  | 3.4 (38.1)                   | 9.2 (48.6)                   | 12.4 (54.3)                  | 11.4 (52.5)                  | 6.4 (43.5)                   | 1 (34)                       | −5.1 (22.8)                  | −14.6 (5.7)                  | −2.1 (28.2)                  |
| أدنى درجة حرارة °م (°ف)            | −37.5 (−35.5)                | −35.5 (−31.9)                | −30.5 (−22.9)                | −21 (−6)                     | −9.4 (15.1)                  | 0 (32)                       | 3.9 (39.0)                   | 1 (34)                       | −4 (25)                      | −10.6 (12.9)                 | −22.2 (−8.0)                 | −34.5 (−30.1)                | −37.5 (−35.5)                |
| الهطول مم (إنش)                    | 75.1 (2.96)                  | 64.2 (2.53)                  | 75.5 (2.97)                  | 100.5 (3.96)                 | 105.9 (4.17)                 | 104.2 (4.10)                 | 109.1 (4.30)                 | 99 (3.9)                     | 94 (3.7)                     | 95.8 (3.77)                  | 79.7 (3.14)                  | 81.1 (3.19)                  | 1٬084٫1 (42.68)              |
| معدل هطول الأمطار مم (إنش)         | 7.4 (0.29)                   | 10.8 (0.43)                  | 25.5 (1.00)                  | 74.3 (2.93)                  | 104.1 (4.10)                 | 104.2 (4.10)                 | 109.1 (4.30)                 | 99 (3.9)                     | 94 (3.7)                     | 91.9 (3.62)                  | 40.1 (1.58)                  | 8.7 (0.34)                   | 769.1 (30.28)                |
| متوسط تساقط الثلوج سم (إنش)        | 67.7 (26.7)                  | 53.4 (21.0)                  | 50 (20)                      | 26.2 (10.3)                  | 1.8 (0.7)                    | 0 (0)                        | 0 (0)                        | 0 (0)                        | 0 (0)                        | 3.9 (1.5)                    | 39.6 (15.6)                  | 72.4 (28.5)                  | 315.1 (124.1)                |
| متوسط أيام هطول الأمطار (≥ 0.2 mm) | 11.7                         | 9.5                          | 10                           | 11.8                         | 14                           | 14.7                         | 15.6                         | 13.8                         | 13.6                         | 13.4                         | 12.4                         | 13                           | 153.5                        |
| متوسط الأيام الممطرة (≥ 0.2 mm)    | 1.1                          | 1.1                          | 2.6                          | 8.6                          | 13.9                         | 14.7                         | 15.6                         | 13.8                         | 13.6                         | 12.7                         | 6                            | 1.1                          | 104.8                        |
| متوسط الأيام المثلجة (≥ 0.2 cm)    | 11                           | 8.7                          | 7.8                          | 4.5                          | 0.42                         | 0                            | 0                            | 0                            | 0                            | 1                            | 7.3                          | 12.2                         | 52.92                        |
| ساعات سطوع الشمس الشهرية           | 103.5                        | 123.8                        | 148.1                        | 165                          | 209.4                        | 232.4                        | 238.8                        | 215                          | 155.9                        | 116.1                        | 86.7                         | 81.8                         | 1٬876٫5                      |
| المصدر: Environment Canada         |                              |                              |                              |                              |                              |                              |                              |                              |                              |                              |                              |                              |                              |